# Erika Strößenreuther
Erika Strößenreuther, verheiratete Gernandt (* 5. August 1938 in München; † 10. September 2021 ebenda) war eine deutsche Speerwerferin. Sie startete für den TSV 1860 München und den USC München.

## Werdegang
Strößenreuther begann ihre Karriere als Schwimmerin, wechselte jedoch nach kurzer Zeit zum Speerwurf. Bei den Olympischen Sommerspielen 1960 in Rom verpasste sie die Qualifikation für das Finale. Im gleichen Jahr gewann sie ihren einzigen nationalen Titel bei den Deutschen Leichtathletik-Meisterschaften in Berlin. Bei den Europameisterschaften 1962 verpasste sie ebenfalls das Finale. Insgesamt bestritt sie 7 Länderkämpfe für die BR Deutschland. Bei den Deutschen Leichtathletik-Meisterschaften 1963 in Augsburg gewann sie noch einmal Bronze.
Strößenreuther heiratete den ehemaligen Sprinter und späteren Sportjournalisten Michael Gernandt. Beruflich arbeitete sie als Sportlehrerin.